# Hans Schindler Bellamy
Pour les articles homonymes, voir Bellamy.
Hans Schindler Bellamy (29 mars 1901 - 12 décembre 1982 près de Vienne) était un essayiste autrichien. Ses livres examinent le travail du cosmologiste autrichien Hans Hörbiger dont la théorie de la glace cosmique (Glacial Kosmogonie).

## Biographie
Le premier livre de Bellamy, Les Lunes, les Mythes et l'Homme décrit la théorie de Hörbiger en détail, et son application aux mythes du monde, et ses livres subséquents développent la théorie tenant compte de l'histoire biblique, du mythe d'Atlantide et des ruines de Tiahuanaco. 
H. S. Bellamy peut être un pseudonyme de Hans Schindler. Il pourrait avoir utilisé aussi le nom de Rudolf Elmayer von Vestenbrugg.

## Citations
- «... La Lune est un corps metallo-minéral couvert d'une sphère de glace [...] capturée de l'espace de trans-terrestrial où, très probablement il n'y a pas si longtemps, elle a existé comme une planète indépendante... ».
- «... L'hydrogène et l'oxygène existent dans l'univers dans leur combinaison naturelle H2O, eau, dans sa forme cosmique : la glace ».
- « Quand un bloc de ceci ‹ la Glace Cosmique › plonge dans une étoile brillante,  l'impact produit de la chaleur. La glace se change en vapeur. La décomposition thermo-chimique fractionne la vapeur en ses constituants. La plupart de l'oxygène est utilisée par le noyau stellaire, produisant plus de chaleur. Pratiquement tout l'hydrogène est exhalé dans l'espace. » (Les lunes, les Mythes et l'Homme, 1936)

## Œuvres
- Moons, Myths and Man. A reinterpretation. Faber & Faber: London, 1936, also 1949 revised
- The Book of Revelation is History.Faber & Faber: London, 1942
- Built before the Flood. The problem of the Tiahuanaco ruins. Faber & Faber: London, 1943
- In the Beginning God. A new scientific vindication of cosmogonic myths in the Book of Genesis. Faber & Faber: London, 1945
- The Atlantis Myth. Faber & Faber: London, 1948. 8o.
- Life History of our Earth. Based on the geological application of Hoerbiger's Theory. Faber & Faber: London, 1951
- The Calendar of Tiahuanaco. A disquisition on the time measuring system of the oldest civilization in the world. Faber & Faber: London, 1956, with Peter Allan
- The Great Idol of Tiahuanaco. An interpretation in the light of the Hoerbiger theory of satellites of the glyphs carved on its surface. Faber & Faber: London, 1959, with Peter Allan

## Référence
1. ↑  Hans Hoerbiger and Philipp Fauth, Glazialkosmogenie. 1913